# Acrolophus fervida
Acrolophus fervida är en fjärilsart som beskrevs av August Busck 1913. Acrolophus fervida ingår i släktet Acrolophus och familjen Acrolophidae. Inga underarter finns listade i Catalogue of Life.